# 1829 dans le catholicisme
Chronologie du catholicisme
- 1825
- 1826
- 1827
- 1828
- 1829
- 1830
- 1831
- 1832
- 1833

Cet article présente les faits marquants de l'année 1829 dans le catholicisme.

## Évènements
- 24 février au 31 mars : Conclave consécutif au décès de Léon XII, et élection de Pie VIII.

## Naissances
- 23 janvier : Jules Loyson, prêtre et théologien français († 28 mai 1902)
- 13 février : Edward Henry Howard, cardinal anglais de la Curie, précédemment archevêque titulaire de Néocésarée-du-Pont (de) († 16 décembre 1892)
- 30 juin : Yves-Marie Croc, prélat et missionnaire français, vicaire apostolique du Tonkin méridional et évêque titulaire de Laranda (de) († 11 octobre 1885)
- 27 juillet : Jean-Pierre Boyer, cardinal français, archevêque de Bourges, précédemment évêque titulaire d'Euroea-en-Phénicie (de) († 16 décembre 1896)
- 27 octobre : Joseph Theurel, prélat français, vicaire apostolique au Tonkin occidental et évêque titulaire d'Acanthe (de) († 3 novembre 1868)

## Décès
- 8 janvier : Giovanni Francesco Marazzani Visconti, homme d'État et cardinal italien de la Curie (° 11 août 1755)
- 10 février : Léon XII, 252e pape (° 2 août 1760)
- 2 novembre : Alexandre de Lauzières-Thémines, prélat français, évêque de Blois, démis pour n'avoir pas démissionné après le Concordat de 1801 (° 13 janvier 1742)
- 11 décembre : Anne-Louis-Henri de La Fare, prélat réfractaire émigré et cardinal français, archevêque de Sens (° 8 septembre 1752)